# Genlisea
Genlisea (Genlisea), česky též genlisej, je rod rostlin z čeledi bublinatkovité (Lentibulariaceae). Jsou to nevelké, pozemní, vlhkomilné byliny s přízemní růžicí listů a dvoupyskými květy s ostruhou, uspořádanými v hroznovitých květenstvích. Plodem je tobolka s mnoha drobnými semeny. Rod zahrnuje 28 druhů a je rozšířen v Latinské Americe, Africe a na Madagaskaru. Největší počet druhů roste v Brazílii. V Evropě se nevyskytují. Genliseje jsou masožravé rostliny, které do svých podzemních pastí chytají prvoky a různé jiné drobné půdní organismy. Některé druhy jsou celkem zřídka pěstovány ve specializovaných sbírkách masožravých rostlin.

## Popis
Genliseje jsou jednoleté nebo vytrvalé, drobné, pozemní byliny s krátkým, vzpřímeným oddenkem. Kořeny podobně jako u bublinatek chybějí a jsou nahrazeny modifikovanými listy. Nadzemní listy jsou obvejčité nebo čárkovitě kopinaté, celokrajné, tupé, uspořádané v přízemní růžici, lysé. Podzemní listy (rhizofyly) připomínají kořeny, jsou nezelené a nahloučené ve spodní části oddenku. Sestávají z krátké stopky a úzké trubice rozdělující se do dvou šroubovicovitě stočených ramen. Květy jsou oboupohlavné, uspořádané ve vzpřímených, jednoduchých nebo řídce větvených hroznovitých květenstvích.
Kalich je téměř až k bázi členěný do 5 vejčitě kopinatých laloků. Koruna je fialová, modrá, žlutá, růžová nebo purpurová, dvoupyská. Horní pysk je vejčitě podlouhlý, spodní je trojlaločný a vybíhá v ostruhu. Tyčinky jsou dvě. Semeník je kulovitý a nese krátkou čnělku zakončenou jednolaločnou bliznou. Plodem je kulovitá tobolka, pukající póry nebo podélnými štěrbinami. Obsahuje mnoho drobounkých semen.

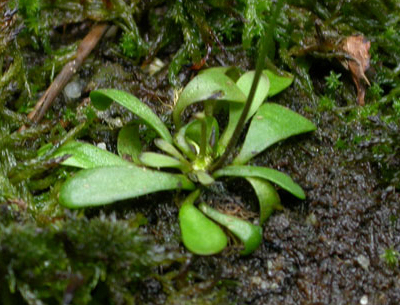
Listová růžice Genlisea hispidula
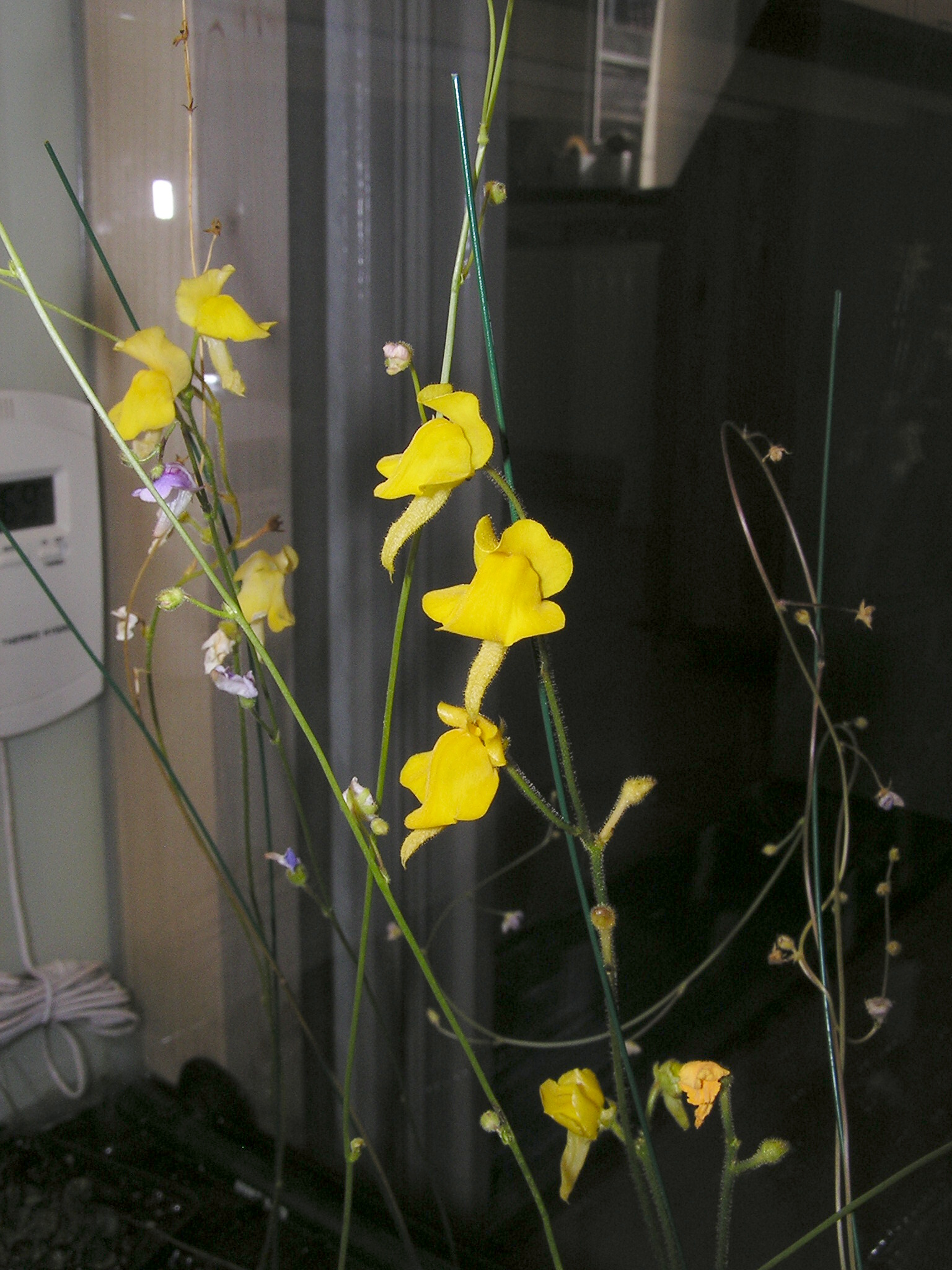
Kvetoucí Genlisea aurea
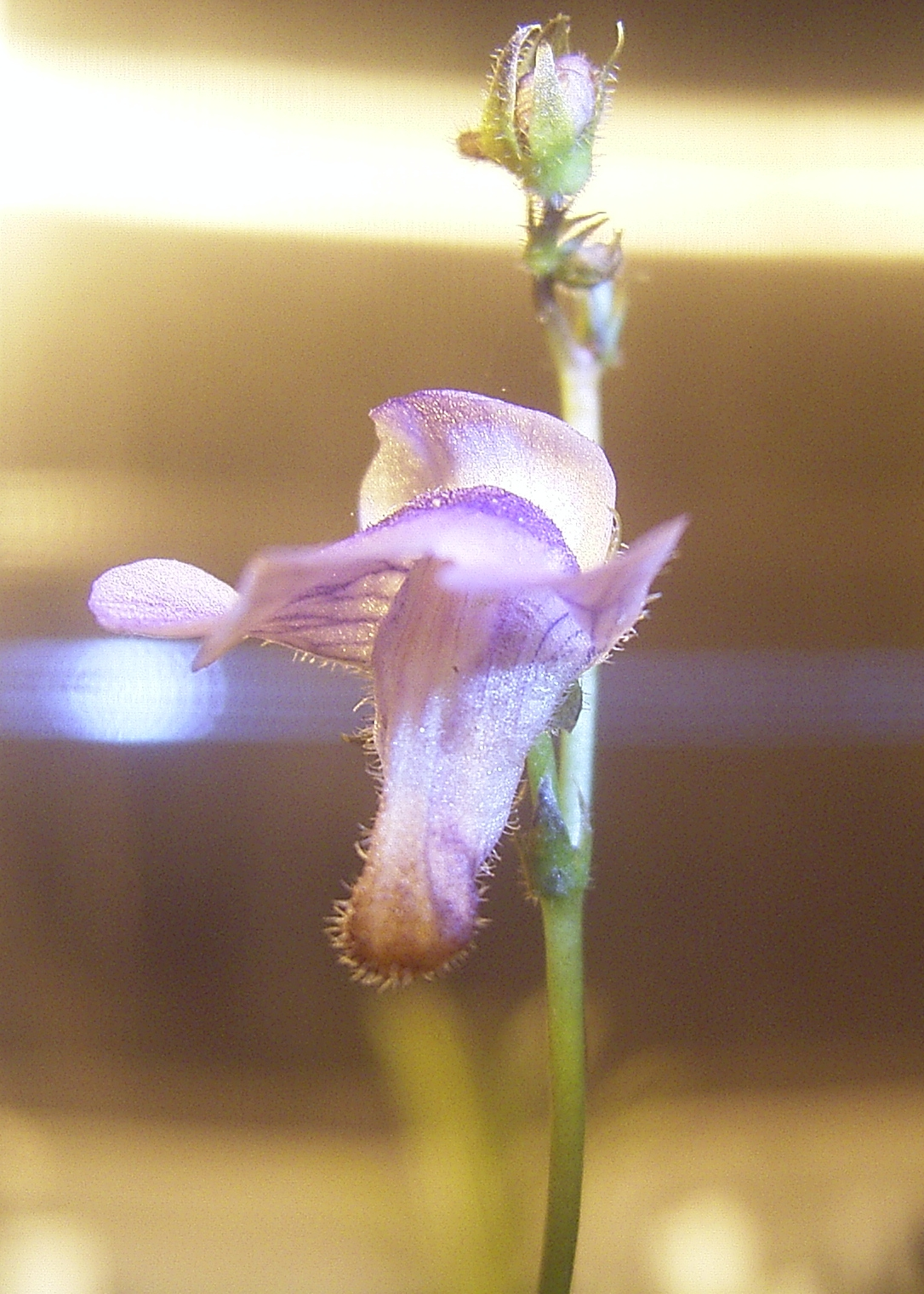
Květ Genlisea subglabra
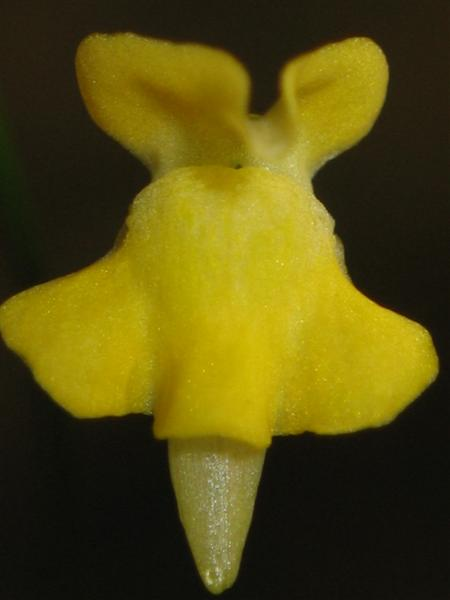
Detail květu Genlisea pygmaea

## Rozšíření
Rod genlisea zahrnuje 28 druhů. Je rozšířen v Latinské Americe a subsaharské Africe. Centru,m druhové diverzity je ve vysočinách jihovýchodní Brazílie, dále v oblasti Guyanské vysočiny a oblasti řeky Zambezi v Africe.
V Americe sahá areál rodu od jižního Mexika po Bolívii a Paraguay. Největší areál má druh Genlisea filiformis, který se jako jediný zástupce rodu vyskytuje v Mexiku, Střední Americe a na Kubě. V Brazílii roste celkem 18 druhů, z toho 10 endemických. Ve Venezuele se vyskytuje 10 druhů.
V Africe sahá areál rodu od západní rovníkové Afriky na východ po Keňu a na jih po Jihoafrickou republiku. Druh Genlisea margaretae zasahuje jako jediný i na Madagaskar. Nejrozsáhlejší areál mají v Africe druhy Genlisea africana, G. hispidula, G. stapfii a G. subglabra.
Genliseje rostou na živinami chudých, vlhkých stanovištích. V Latinské Americe se vyskytují zejména na savanách a otevřené krajině se skalními výchozy (brazilské campos rupestres). Některé druhy rostou i přímo v mělké proudící nebo stojaté vodě (např. G. guianensis). V Guyanské vysočině se genliseje vyskytují i na vrcholech stolových hor (tepuis). V přírodě patří spíše ke vzácným rostlinám. V Africe často osídlují masivní žulové nebo rulové skalní výchozy (tzv. inselbergs) a výchozy sedimentárních hornin inkrustovaných oxidy železa (tzv. ferricrites), kde rostou ve společnosti jiných drobných sezónních vlhkomilných bylin, jako jsou bublinatky, rosnatky a zástupci čeledí vlnohlávkovité (Eriocaulaceae), mečovkovité (Xyridaceae) a olachanovité (Burmanniaceae).

## Zajímavosti
Druhy Genlisea margaretae a G. aurea mají nejmenší známý genom ze všech rostlin.

## Ekologické interakce
Květy genlisejí jsou opylovány hmyzem, bližších údajů o opylovačích je však dosud jen poskrovnu. V roce 2017 byla publikována studie brazilského druhu Genlisea violacea, rostoucího v biotopu známém jako cerrado. Květy této rostliny navštěvují zejména včely (např. z rodů Lasioglossum a Ceratina) a mouchy (např. pestřenky). Včela přistane na spodním pysku květu a zadečkem jej stlačí dolů, čímž se květ otevře a včela může vysát nektar z ostruhy. Přitom přichází zádová část její hrudi do kontaktu s prašníky a je poprášena pylem.
V malém množství navštěvují květy i motýli z čeledi soumračníkovití, kteří vysávají nektar dlouhým sosákem. Na tělech motýlů však nebyl pyl této rostliny nalezen a na účinném opylování se tak nejspíš motýli nepodílejí.
Zajímavým druhem je Genlisea glabra, rostoucí na vrcholech jihoamerických stolových hor (tepuis). Její květy nápadně připomínají květy bublinatky Utricularia amethystina, která roste ve stejné oblasti a na stejných stanovištích. Protože je na vrcholech tepuis jen málo druhů hmyzu, který může květy opylovat, má se za to, že oba druhy sdílejí stejného opylovače.

## Masožravost

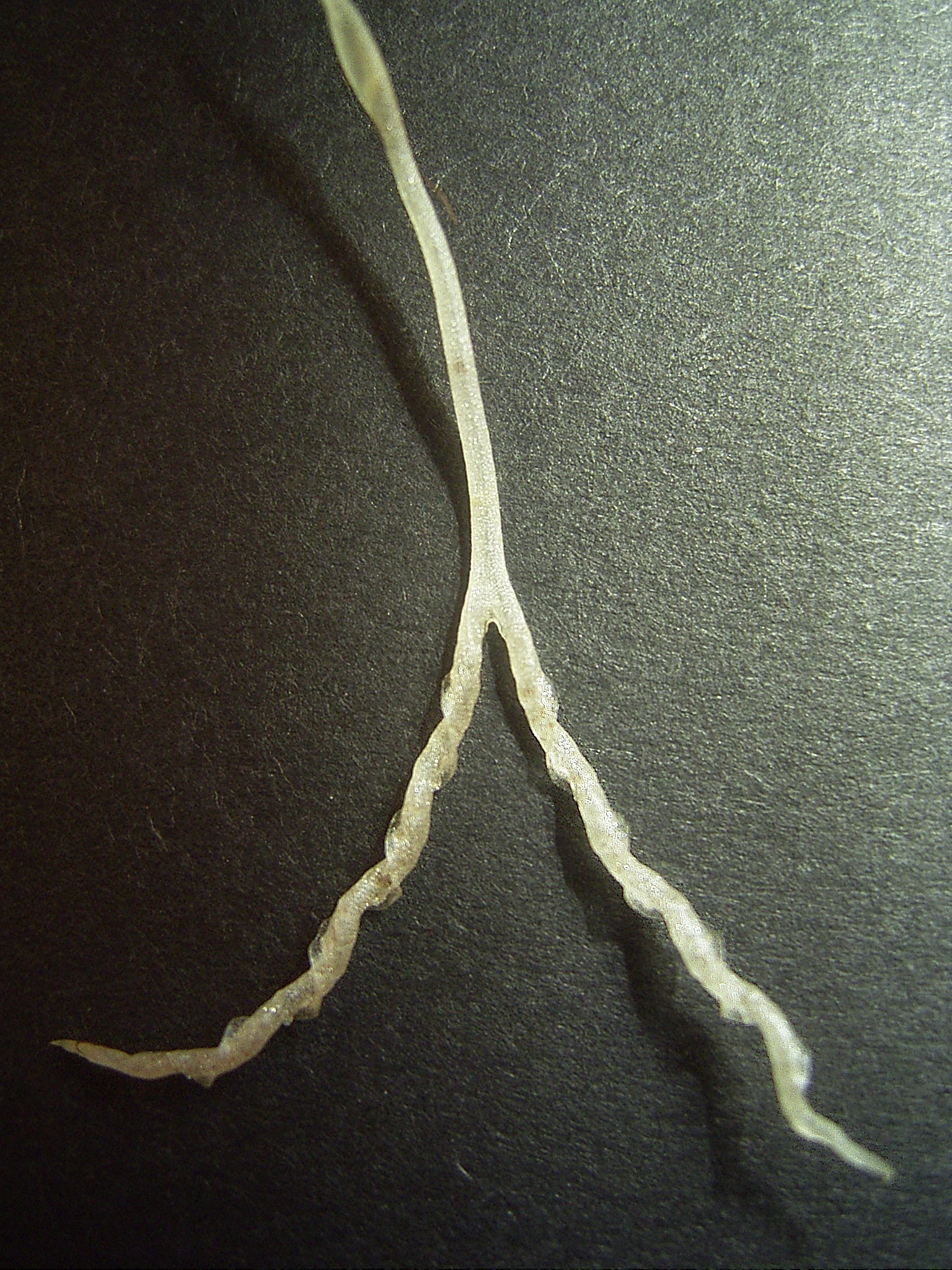
Past Genlisea violacea

Genliseje jsou jedny z nejméně prozkoumaných masožravých rostlin, což souvisí s jejich vzácností a nedostatkem studijního materiálu. Jejich pasti poprvé popsal dánský přírodovědec Eugenius Warming v roce 1984 u brazilského druhu Genlisea aurea (syn. G. ornata). Ten si také povšiml, že se uvnitř podzemních orgánů nachází organický materiál. Mezi masožravé rostliny je poprvé zařadil Charles Darwin ve svém díle Insectivorous plants z roku 1875. V roce 1975 byl prokázán trávicí enzym v pastech Genlisea violacea. Lapání a trávení kořisti však bylo definitivně potvrzeno v roce 1998. Rovněž byla prokázána přítomnost enzymů (fosfatázy, esterázy), nutných k trávení polapené kořisti, a vstřebávání živin z kořisti rostlinou. Orgány, jimiž genliseje loví kořist, jsou v rámci rostlinné říše zcela jedinečné. Sestávají ze dvou šroubovitě stočených, dutých ramen, která se spojují v trubicovitý orgán zakončený měchýřkem. Organismy vstupují do pasti drobnými póry ve šroubovicovitých ramenech nebo větším otvorem v místě, kde se obě ramena setkávají. K trávicímu měchýřku je směřují brvy, které znesnadňují jejich pohyb opačným směrem. V pastech byla zjištěna poměrně pestrá paleta organismů, zahrnující bakterie, prvoky, hlístice, vířníky, kroužkovce, želvušky, korýše a roztoče. Složení kořisti je v přímé souvztažnosti se složením okolní půdní mikrofauny, rostliny se tedy nespecializují na určitý typ kořisti. Mechanismus, kterým rostlina tyto organismy láká do pastí, není dosud zcela vyjasněn. Na vnitřním povrchu pastí se nacházejí žlázky vylučující sliz, podle všeho však tento sliz pouze usnadňuje organismům pohyb pastí a neslouží jako lákadlo. Byla vyslovena hypotéza, že pasti vytvářejí jakýsi falešný půdní meziprostor vyplněný vzduchem, čímž organismy v prostředí s nedostatkem kyslíku přitahují. V pastech a na jejich povrchu byly zjištěny také různé řasy, mezi jinými rozsivky, krásnoočka, Chlamydomonas a sinice, které zde patrně žijí jako komenzálové.

## Taxonomie a fytogeografie
Rod Genlisea je v rámci řádu Lamiales součástí monofyletické skupiny tří masožravých rodů, které dohromady tvoří čeleď Lentibulariaceae. Sesterskou větví tohoto rodu je rod Utricularia, zatímco bazální větví čeledi je rod Pinguicula. Rod Genlisea je rozdělován do dvou podrodů, subgen. Genlisea a subgen. Tayloria. Toto rozdělení je v souladu s výsledky fylogenetických studií, neboť tyto 2 skupiny reprezentují dva hlavní klady rodu. Dobře koresponduje i s morfologií, zejména se způsobem otevírání tobolek (podélnými štěrbinami či póry). Rod Genlisea se vyvinul podobně jako příbuzný rod bublinatka v neotropické oblasti, a to pravděpodobně ve vysočinách jihovýchodní Brazílie, kde se nachází i současné centrum druhové diverzity. Zde se vyskytují všechny známé druhy podrodu Tayloria. Podrod Genlisea se vyvinul v Africe. Skládá ze tří kladů, odpovídajících jednotlivým sekcím, z nichž dvě jsou africké (sect. Africanae a sect. Recurvatae) a jedna striktně americká (sect. Genlisea). Nápadně disjunktní, transatlantický areál rodu je vysvětlován dvojitým dálkovým přenosem, při němž se rod dostal nejdříve z Jižní Ameriky do tropické Afriky a následně došlo k opětovnému přenosu opačným směrem.
|  | sect. Africanae (Afrika)                                                                        |
|  |                                                                                                 |
|  | \| \| sect. Recurvatae (Afrika) \| \| \| \| \| \| sect. Genlisea (Latinská Amerika) \| \| \| \| |
|  |                                                                                                 |
|  | sect. Recurvatae (Afrika)                                                                       |
|  |                                                                                                 |
|  | sect. Genlisea (Latinská Amerika)                                                               |
|  |                                                                                                 |

|  | sect. Recurvatae (Afrika)         |
|  |                                   |
|  | sect. Genlisea (Latinská Amerika) |
|  |                                   |

|  | sect. Africanae (Afrika)                                                                        |
|  |                                                                                                 |
|  | \| \| sect. Recurvatae (Afrika) \| \| \| \| \| \| sect. Genlisea (Latinská Amerika) \| \| \| \| |
|  |                                                                                                 |
|  | sect. Recurvatae (Afrika)                                                                       |
|  |                                                                                                 |
|  | sect. Genlisea (Latinská Amerika)                                                               |
|  |                                                                                                 |

|  | sect. Recurvatae (Afrika)         |
|  |                                   |
|  | sect. Genlisea (Latinská Amerika) |
|  |                                   |

V roce 2011 bylo popsáno 5 nových endemických druhů z Brazílie. Další druh (Genlisea tuberosa) byl popsán o dva roky později. Tento druh je zajímavý tím, že jako jediný na podzemních orgánech vytváří hlízky.

## Pěstování a množení
Pěstování genlisejí je v hrubých rysech obdobné jako pěstování terestrických bublinatek. Vyžadují světlé stanoviště a vysokou vlhkost. Pěstují se většinou ve směsi písku a rašeliny, některé druhy i v živém rašeliníku. Teploty by se měly u většiny druhů pohybovat mezi 18 až 35 °C, u druhů z vrcholů tepuis mohou být nižší. Mezi snadněji pěstovatelné druhy náleží G. hispidula, G. violacea, G. filiformis a G. margaretae. Většina druhů je vytrvalá. Mezi nemnohé jednoleté genliseje náležejí africké druhy G. africana, G. angolensis, G. barthlottii, G. stapfii a G. subglabra. Genliseje se množí výsevem semen nebo listovými řízky, které je třeba odebírat i s bělavou bazální částí.